# ويليام إي. جونسون
ويليام إي. جونسون (بالإنجليزية: William E. Johnson)‏ هو سياسي أمريكي، ولد في 28 يونيو 1906 في أوماها في الولايات المتحدة، وتوفي بنفس المكان في 2000. حزبياً، نشط في الحزب الجمهوري.